# مدرسه اسلامی جفت مناره (ارزروم)

مدرسه اسلامی جفت مناره در دوران حکومتی ایلخانان با معماری ایرانی-اسلامی-سلجوقی در شهر ارزروم ، ترکیه واقع شده‌است. در سال ۱۲۶۵ میلادی به عنوان یک مدرسه دینی مورد استفاده قرار می‌گرفت اما امروزه از مناطق گردشگری و باستانی ترکیه به شمار می‌رود که سالانه افرادی زیادی از مدرسه اسلامی جفت مناره بازدید می‌کنند.نام جفت مناره را به علت وجود دو مناره مشابه‌هم بر روی بنا گذاشته‌اند.

## نگارخانه

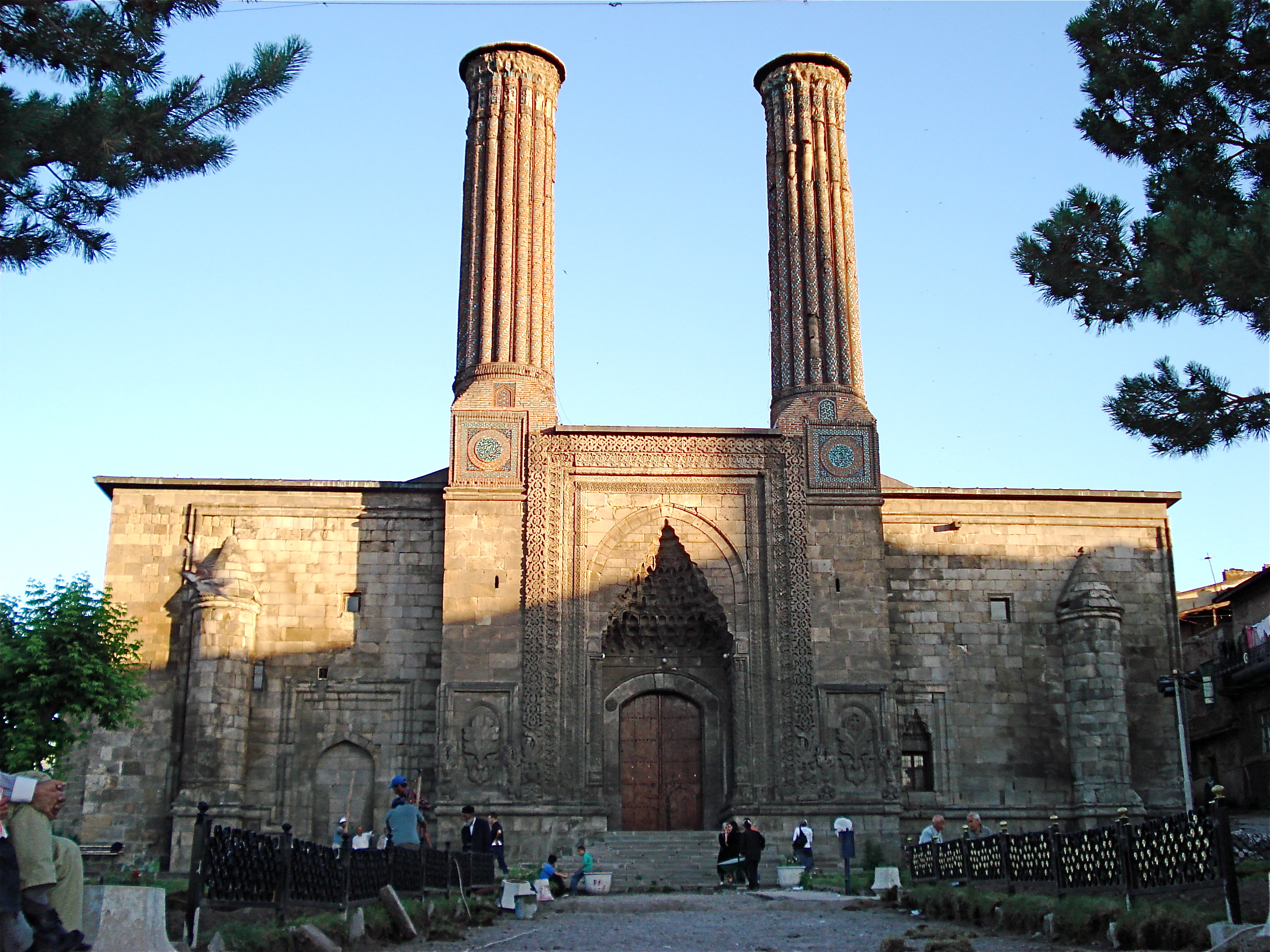
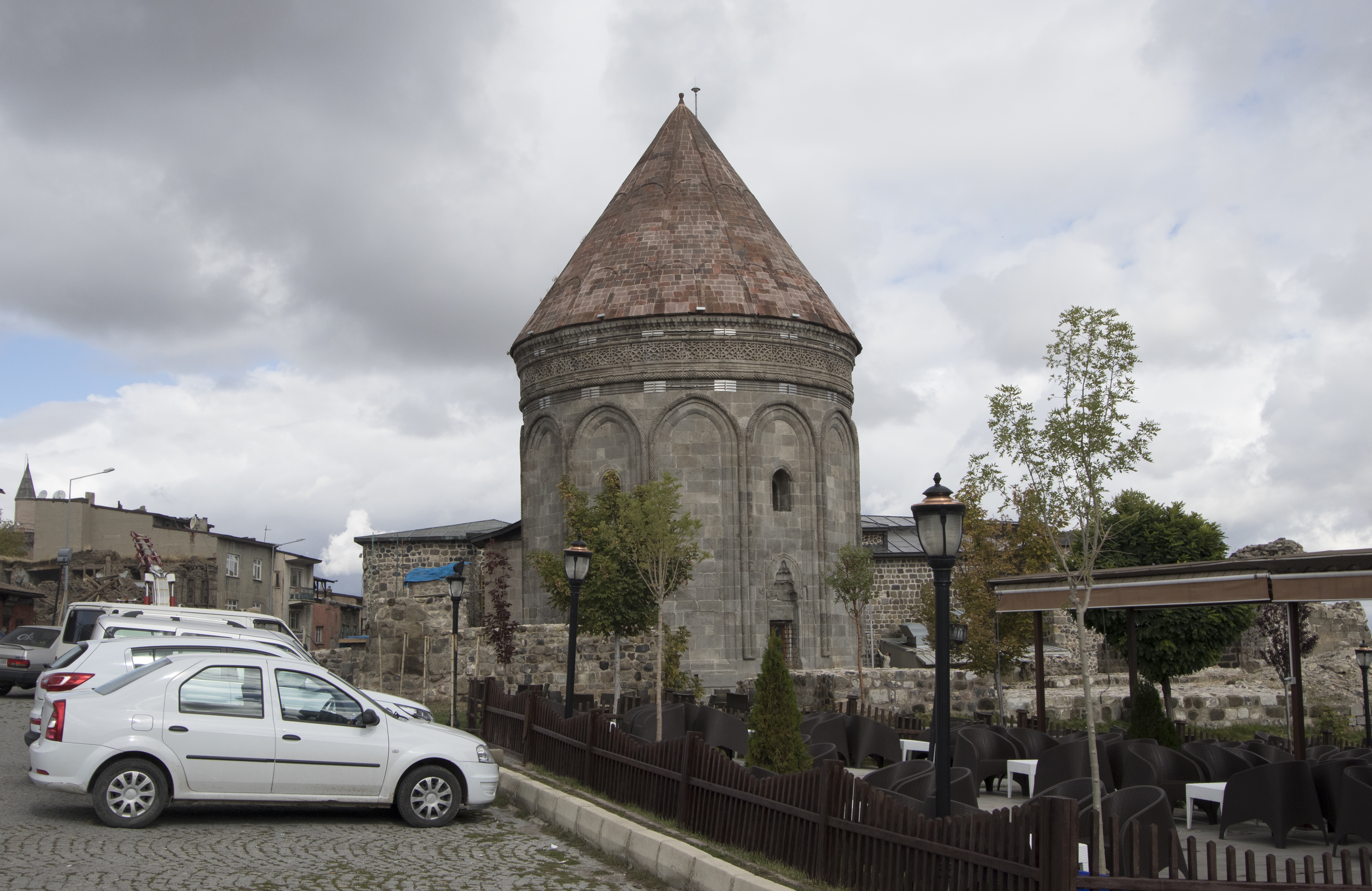
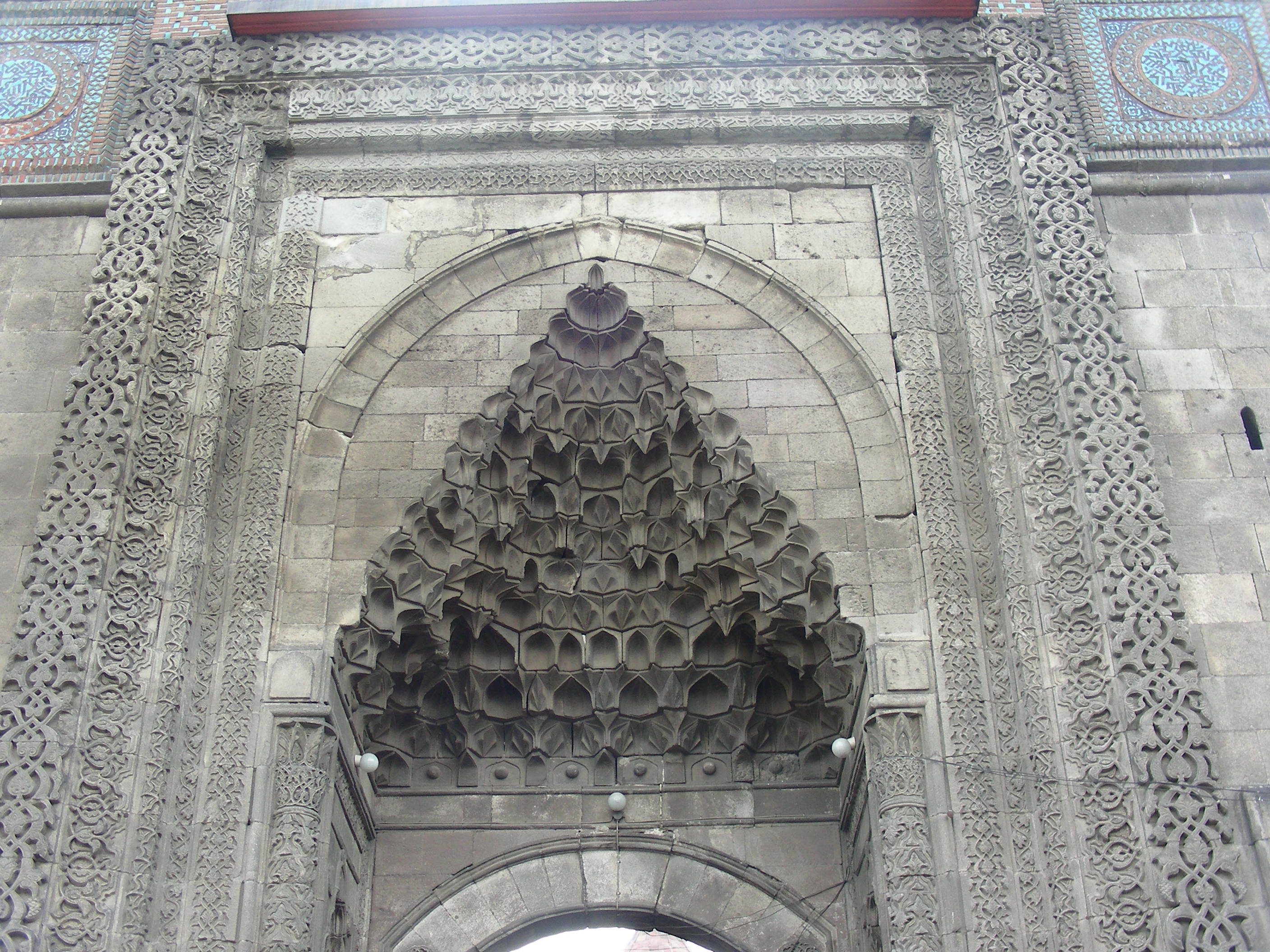
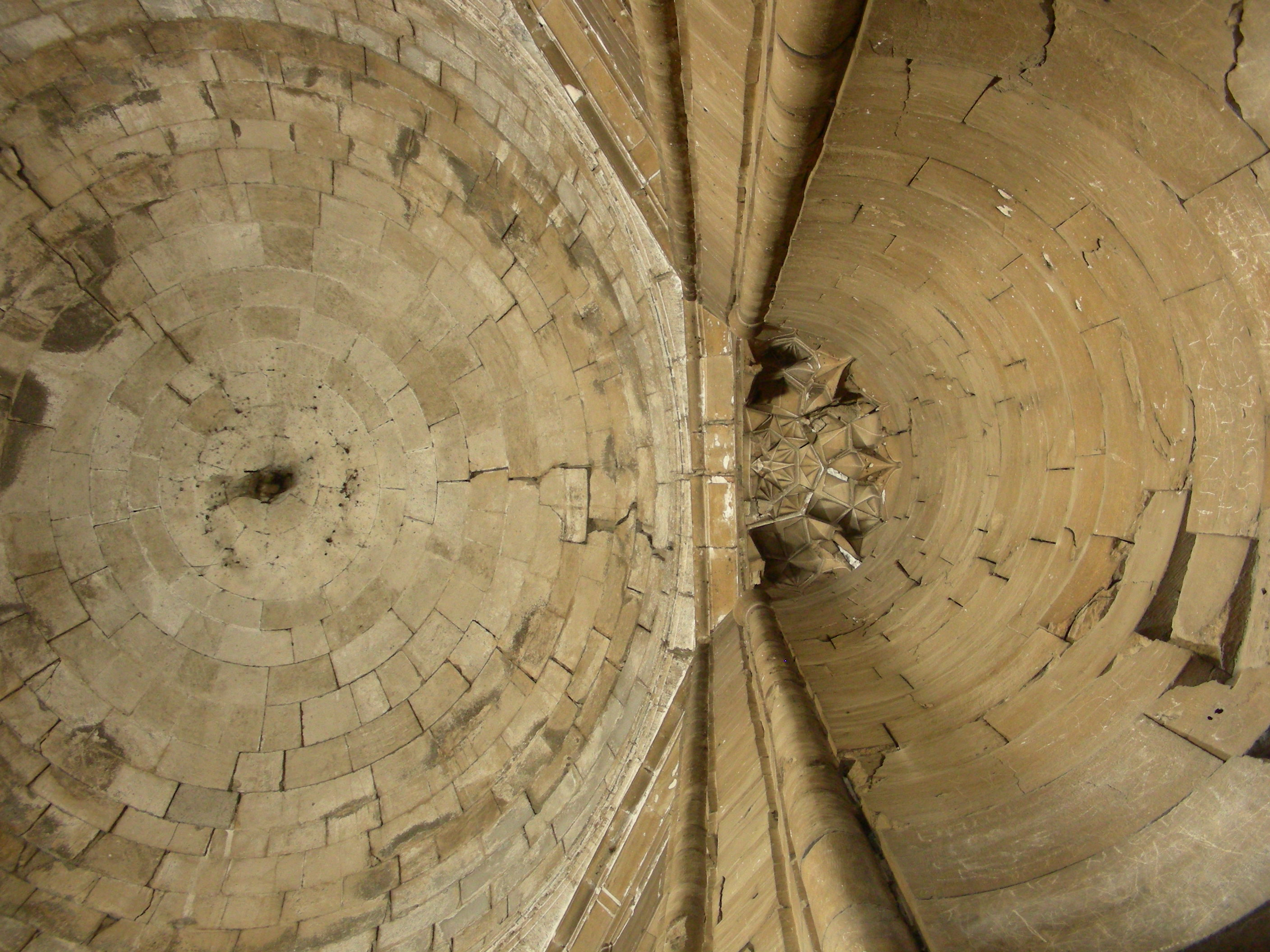